# Otto Otto von Mauderode

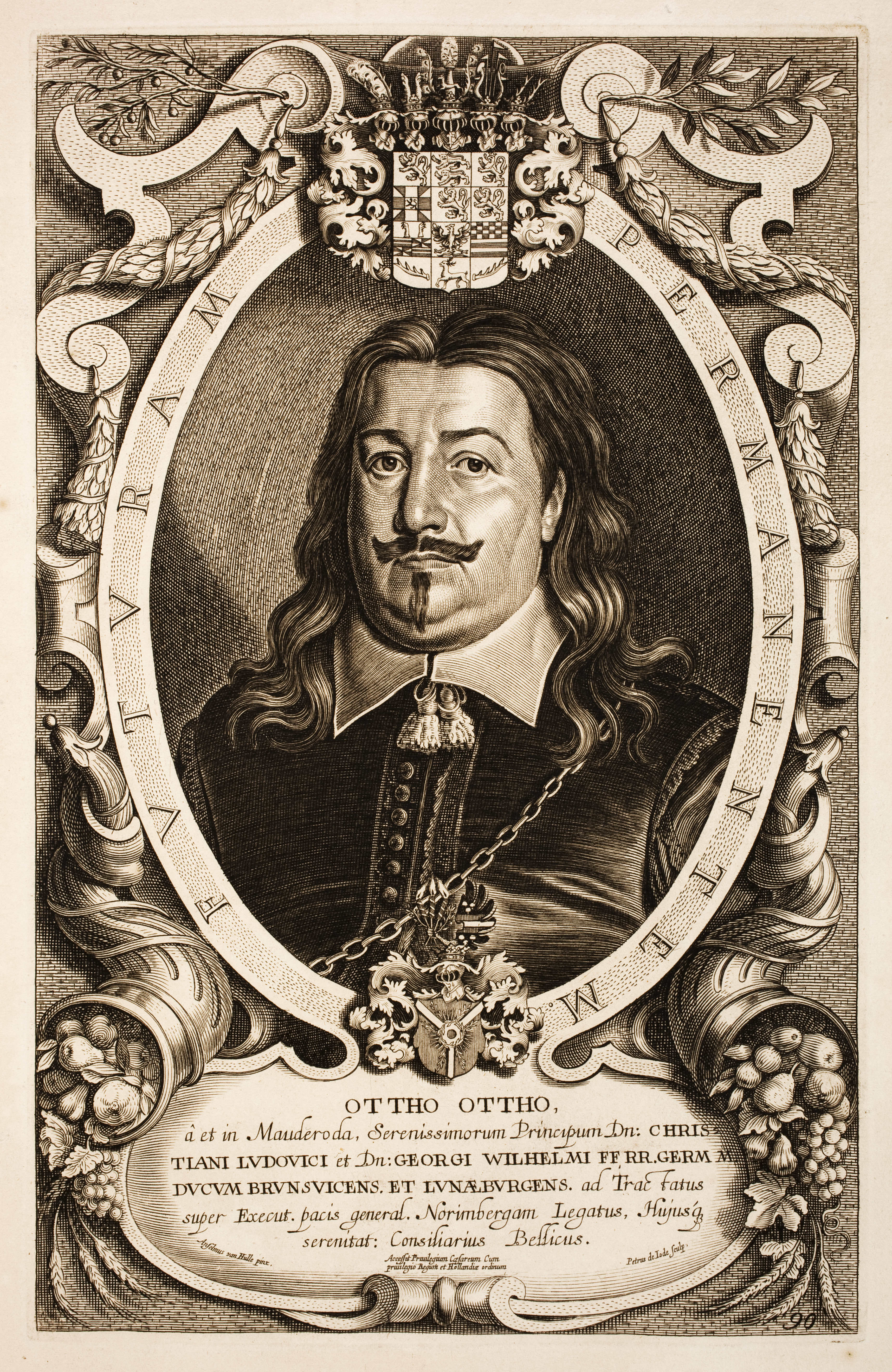
Otto Otto von Mauderode (1648)

Otto Otto, seit 1650 von Mauderode (* 21. Januar 1600 in Ellrich; † 13. Oktober 1671 in Regensburg) war ein braunschweig-lüneburgischer Geheimer Rat und Administrator von Kloster und Schule Ilfeld.

## Leben
Otto Otto war von bürgerlicher Herkunft aus der Kleinstadt Ellrich im Südharz. Nach dem Schulbesuch studierte er an der Universität Helmstedt, wo er 1624 den philosophischen Magistertitel Mag. Phil. erwarb. 1632 heiratete er Magdalena Hamm (* 1609, † 1652) und stand dann in Diensten der Herzöge von Braunschweig-Lüneburg. 1634 wurde er zum Kriegsrat, 1646 zum Gesandten in Stockholm, 1652 zum Hofrat und 1665 zum Geheimrat ernannt.
Von den Herzögen Christian Ludwig und Georg Wilhelm wurde er 1651 zum Nürnberger Exekutionstag entsandt. Dort sollte die Durchführung der Bestimmungen des Westfälischen Friedens, der in Osnabrück und Münster beschlossen worden war, geprüft werden. Auch sollte versucht werden, die im Friedensvertrag offen gebliebenen Fragen zu klären.
Nach seiner Rückkehr erreichte Otto Otto am kaiserlichen Hof in Wien 1650 seine Erhebung in den Reichsadelsstand. Aufgrund seiner Besitzungen im Ort Mauderode wurde ihm der Adelstitel mit Angabe des Ortsnamens zu bzw. von Mauderode verliehen.
Nach 1652 wurde Otto Otto mit der Verwaltung des säkularisierten Klosters Ilfeld betraut, in dem auch eine Schule untergebracht war. Als Verwalter war er auch an der Gründung der Johannishütte südlich von Ilfeld beteiligt, wobei es zu Auseinandersetzungen mit Graf Johann Martin zu Stolberg-Stolberg kam, die durch einen Rezess 1654 geschlichtet wurden, dessen Urkunde seine Unterschrift trägt.
Nach 1658 folgten Entsendungen von Oto Otto als Gesandter für Braunschgweig-Celle und Braunschweig-Calenberg nach Frankfurt und Mainz wegen der  Rheinische Allianz und eine Entsendung nach Wien wegen der Türkenhilfe.
Nachdem Otto von Mauderode 1665 in Hannover zum Geheimen Rat von Herzog Georg Wilhelm ernannt worden war, verwaltete er das Fürstentum Celle und vertrat den Herzog als Komitialgesandter auf dem Immerwährenden Reichstag in Regensburg. Dort starb er im Herbst 1671 und wurde auf dem Gesandtenfriedhof bei der Dreieinigkeitskirche begraben. Seine Grabstätte mit einer großen Grabplatte ist erhalten, jedoch war die Inschrift der Grabplatte, die wegen ihrer zentralen Lage von Besuchern häufig begangen wurde, bereits 1750 bei einer Begehung des Friedhofs durch den Bauamtsmitarbeiter Tilger nach dessen Aussage nicht mehr lesbar und ist deshalb nicht dokumentiert. Der Wortlaut der Inschriften der übrigen Grabdenkmäler und Grabplatten auf dem Friedhof wurde erst nach 2000 ermittelt, wobei die Mauderode-Grabstätte ausgelassen wurde. Erst um das Jahr 2015 konnte die Mauderode-Grabplatte anhand des teilweise erhaltenen großen Wappens und einer älteren Lagebeschreibung dieser großen, auffälligen Grabplatte in einem älteren Begräbnisverzeichnis eindeutig identifiziert werden.